# 蝴蝶灣公園

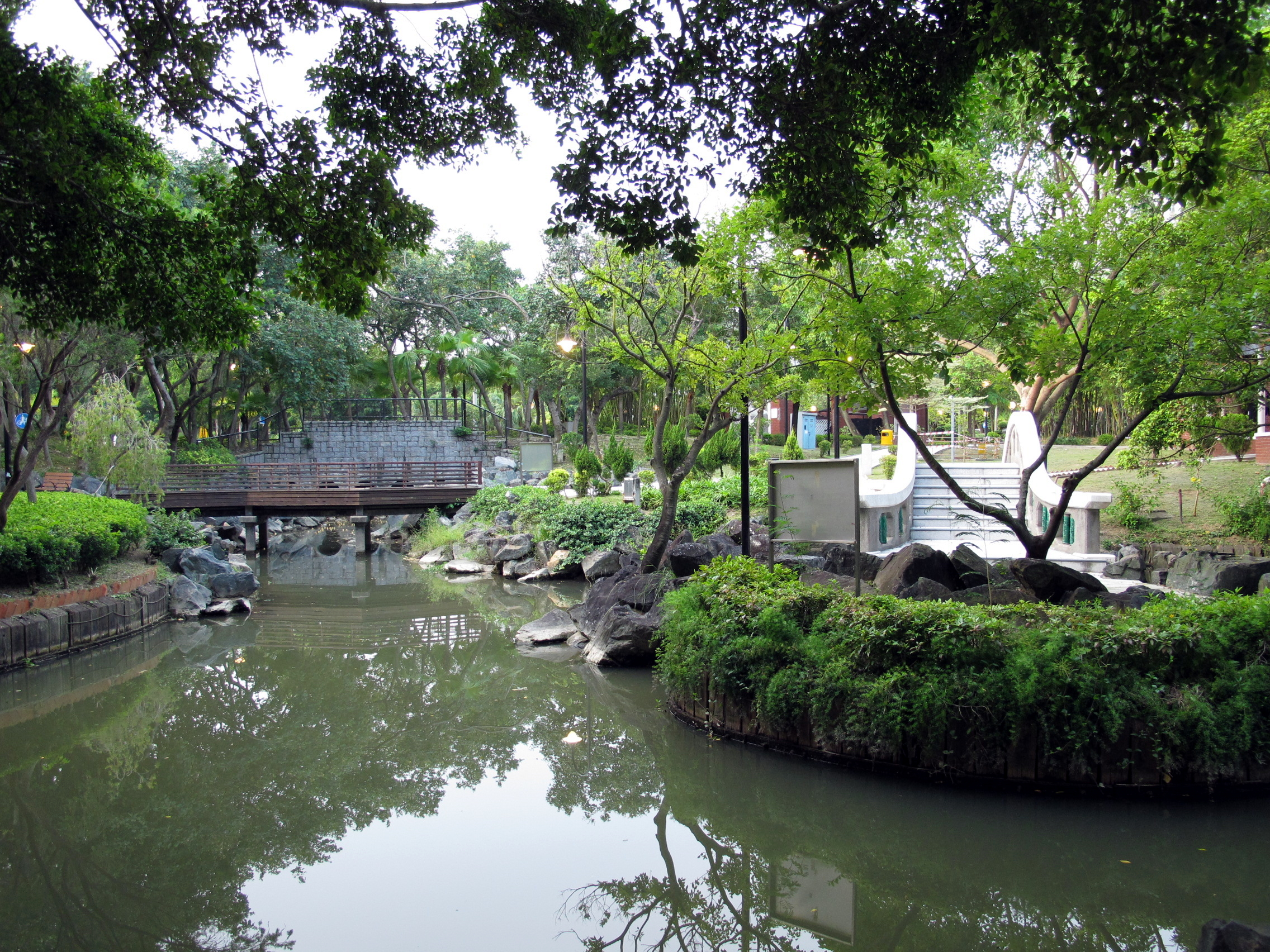
公園內的小橋流水

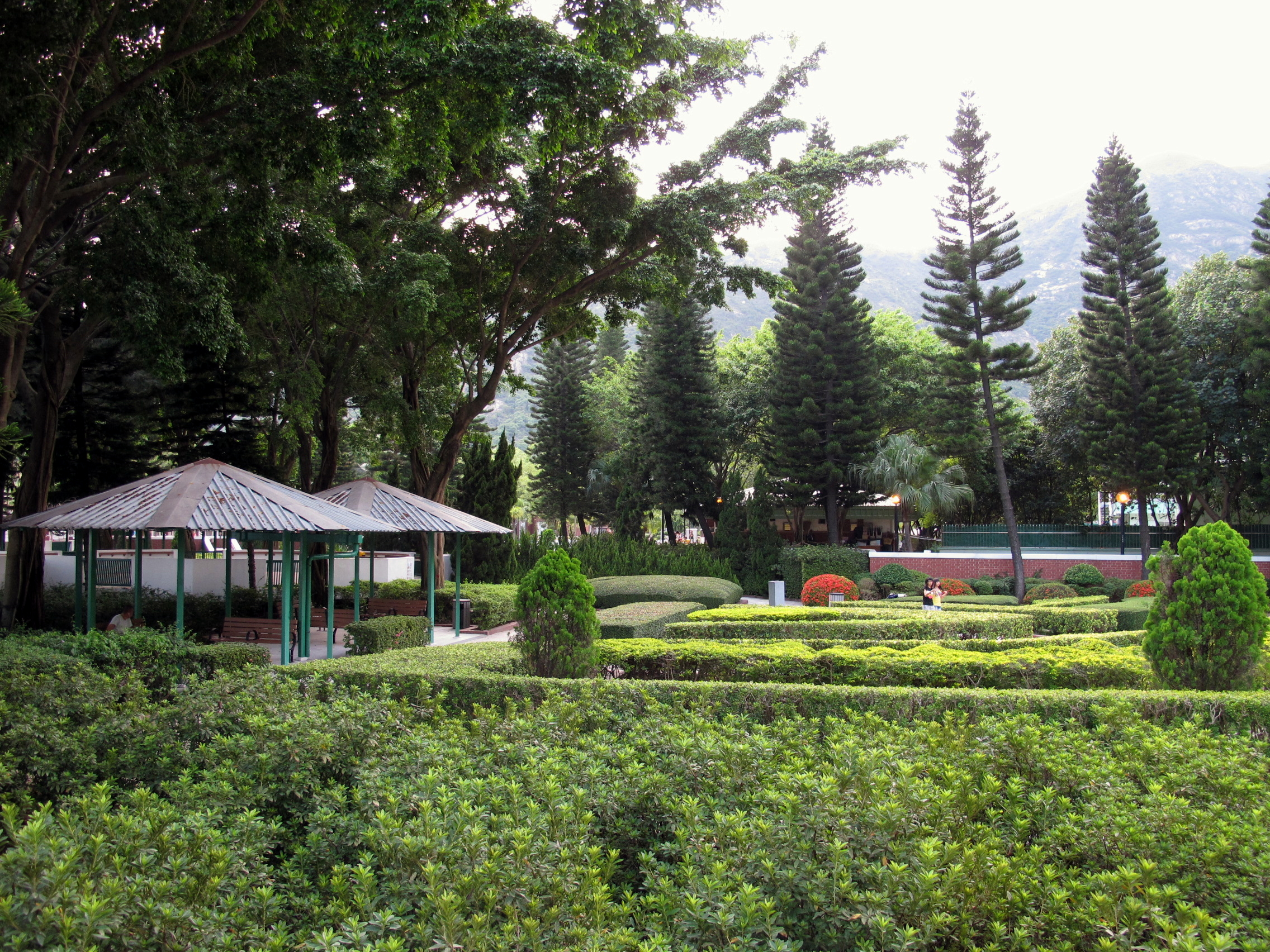
迷宮

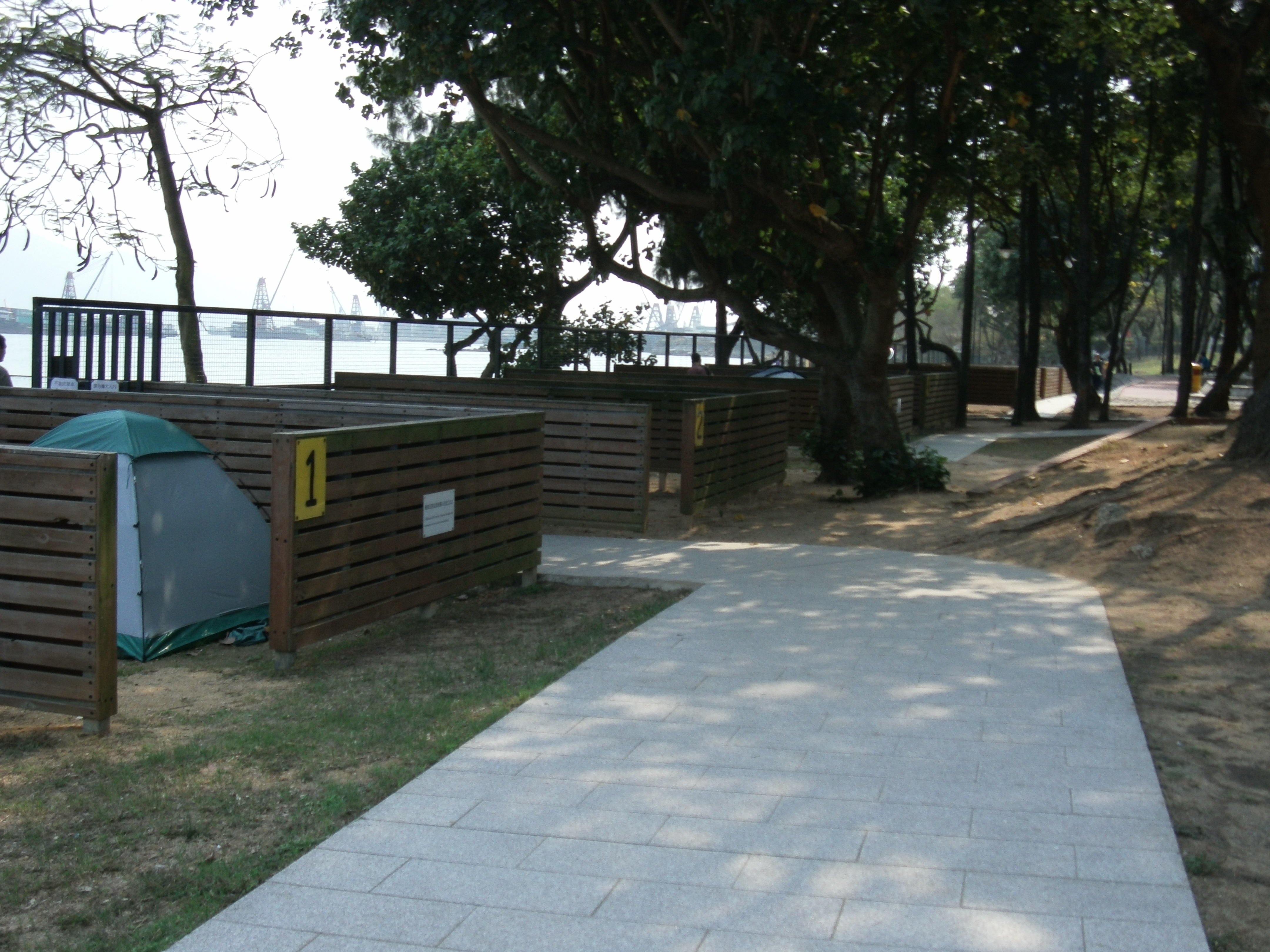
露營區

蝴蝶灣公園（英語：Butterfly Beach Park）是香港一個大型公園，位於新界屯門新市鎮南部的蝴蝶灣白角，佔地6.3公頃，建於1991年，現時由康樂及文化事務署管理。
蝴蝶灣公園以南緊鄰蝴蝶灣泳灘，公園亦設有海濱長廊和花園，更有燒烤設施，是香港燒烤的熱門地點之一，並設有露營區，不過如果想要燒烤的話，要自備煤炭、炭精、燒烤食物、打火機及燒烤叉等物品。。
蝴蝶灣公園再往南望，隔海峽可以遠眺大嶼山東涌及赤鱲角香港國際機場。

## 設施
花園亭台（從高空俯瞰像一隻展翅的蝴蝶）、迷宮、海濱散步長廊、燒烤區及小型足球場等設施。

## 禁煙安排
此場地（除吸煙區外）禁止吸煙。

## 外部連結
- 蝴蝶灣公園地圖 （页面存档备份，存于）
- 蝴蝶灣泳灘及燒烤場介紹 （页面存档备份，存于）